# Дадашев, Сайяд Самир оглы
Сайяд Самир оглы Дадашев (азерб. Səyyad Samir oğlu Dadaşov; род. 28 июня 2004) — азербайджанский тхэквондист, серебряный призёр Европейских игр 2023, чемпион Азербайджана (2022).

## Биография
Сайяд Дадашев родился 28 июня 2004 года. В 2018 году принял участие на чемпионате Европы среди кадетов.
В октябре 2019 года выиграл бронзу на чемпионате Европы среди юношей (Оропеса-дель-Мар, Испания).
В 2021 году в Сараево стал чемпионом Европы среди юношей.
В феврале 2022 года выиграл бронзу турнира «Turkish Open» в Анталье и принял участие на чемпионате Европы в Манчестере. В этом же году выиграл первенство Европы среди юниоров в Тиране (Албания), а также бронзу турнира «Dutch Open» в Эйндховене.
В ноябре 2022 года принял участие на чемпионате мира в Гвадалахаре. В декабре этого же года стал чемпионом Азербайджана в весовой категории до 54 кг, представляя город Губа.
В 2023 году стал серебряным призёром турнира «Belgian Open» в Ломмеле и принял участие на домашнем чемпионате мира в Баку.
В апреле 2023 года завоевал золотую медаль на квалификационном лицензионном турнире по тхэквондо к III Европейским играм, прошедшем в Бухаресте (Румыния), завоевав лицензию на игры.
В июне 2023 года Сайяд Дадашев стал серебряным призёром III Европейских игр, уступив в финале серебряному призёру чемпионата мира 2023 Хьюго Арилло Васкесу из Испании.
В октябре 2023 года на открытом чемпионат Катара (Доха) завоевал бронзовую медаль.
В апреле 2024 года завоевал бронзовую медаль на открытом чемпионате Сербии (Белград).